# Крижицький Костянтин Якович
Крижицький Костянтин Якович (17 (29) травня 1858 — 4 (17) квітня 1911) — український художник, майстер реалістичного пейзажу. Педагог, громадський діяч, довголітній експонент пересувних виставок, учасник весняних академічних виставок і виставок акварелістів в Товаристві заохочення мистецтв. Залишив після себе велику художню спадщину.

## Біографія
Навчався у Київському реальному училищі. Перші уроки живопису отримав у Київській художній школі М. Мурашка — пейзажиста і відмінного педагога. У 1877 році був прийнятий до Петербурзької академії мистецтв до класу М. Клодта. Протягом 1879—1880 років за роботи з живопису і малюнку був нагороджений чотирма срібними медалями, пізніше малою золотою. У 1884 році, виконавши програму на велику золоту медаль, закінчив Академію зі званням класного художника першого ступеня.
1885 року, по закінченню академії, Крижицький одружується. Поселяється у Петербурзі, не пориваючи зв'язків із рідним Києвом, з Україною, куди постійно приїздить. Уже перші картини зробили його ім'я відомим у столиці. Виставлятися Крижицький почав ще з 1879 року, з часів навчання в академії. Пізніше його твори експонуються на «Весняних виставках», виставках Товариства російських акварелістів, на окремих виставках Товариства пересувних художніх виставок, а також на європейських художніх виставках (Мюнхен, Лондон та ін.).
1900 року Крижцького обирають дійсним членом Академії мистецтв. Він стає одним з організаторів Товариства художників імені А. І. Куїнджі і залишається його беззмінним головою від дня організації (1909) і до своєї трагічної кончини.
Життя художника трагічно обірвалося в 1911 році — він був несправедливо звинувачений в плагіаті, це звинувачення підхопила бульварна преса. Внаслідок цькування Крижицький покінчив життя самогубством (повісився) у своїй майстерні в Петербурзі. Художник залишив передсмертну записку, в якій пояснив мотиви свого вчинку.
Похований на Смоленському православному кладовищі Санкт-Петербурга. Адреса могили: Камська вулиця, 24, Смоленське православне кладовище, Петрівська доріжка, Північна сторона, ділянка № 23.
Зі спогадів його сина Георгія Крижицького відомо, що ховали Костянтина Яковича 6 квітня 1911 року на цьому кладовищі, не дивлячись на те, що в ті часи самовбивць не дозволялось хоронити за церковним звичаєм — «суспільне обурення було настільки велике, що ніхто не наважився навіть згадати про ці заборони».
На посмертній виставці художника 1911 року експонувалося до 700 його полотен.

## Твори
У художній спадщині Костянтина Крижицького домінують твори з українськими пейзажами.
Основні твори: «Перед дощем» (1880), «Дуби» (1884), «Гроза починається», «Болото» (1885), «Перед полуднем», «Травневий вечір» (1886), «Зелена вулиця» (1887), «Хутір у Малоросії» (1888), «Спека минула, повіяло прохолодою» (1889), «Лісова далечінь» (1889), «Озеро» (1896), «Дорога» (1899), «Вечір на Україні» (1901), «Ліс узимку» (1906), «Похмурий день» (1907), «Повіяло весною» (1910) та ін.
Ігор Шаров зазначає, що Крижицький вивчав природу у всій її різноманітності, а особливо ніжною і зворушливою була його любов до природи України, до Дніпра і Києва. Мандруючи рідним краєм, художник написав краєвиди «Вид у Подільській губернії», Обрив", «Ріка Буг», «Зелена вулиця». Серед творів, присвячених Києву і рідному Дніпру, слід назвати картини «В околицях Києва», «Дніпро», «Розлив Дніпра» та багато інших, у яких він талановито передав захоплення красою рідних місць, широкими просторами задніпровських далей, що манили його з дитинства. Крижицький невтомно бродив берегами Дніпра, відкриваючи для себе все нові красоти. Саме тоді виник у нього задум картини «Перед грозою» (1885), виконаної в рік закінчення академії, — єдиної картини митця у Третьяковській галереї. У 1889 році Російський музей придбав полотно Крижицького «Перед полуднем», де зображено берег Дніпра у спекотний літній день.
У творах Костянтина Крижицького проявилось прагнення живописця до передачі ефектів освітлення, певної декоративності. Від його картин віє то романтичною схвильованістю, то епічним спокоєм, то ліричною споглядальністю.
Роботи Крижицького зберігаються в Національному художньому музеї України, Запорізькому, Дніпропетровському, Одеському, Херсонському та інших художніх музеях України, Зібранні (колекції) образотворчого мистецтва Градобанку; також — в , Російському та інших музеях Росії.

## Галерея

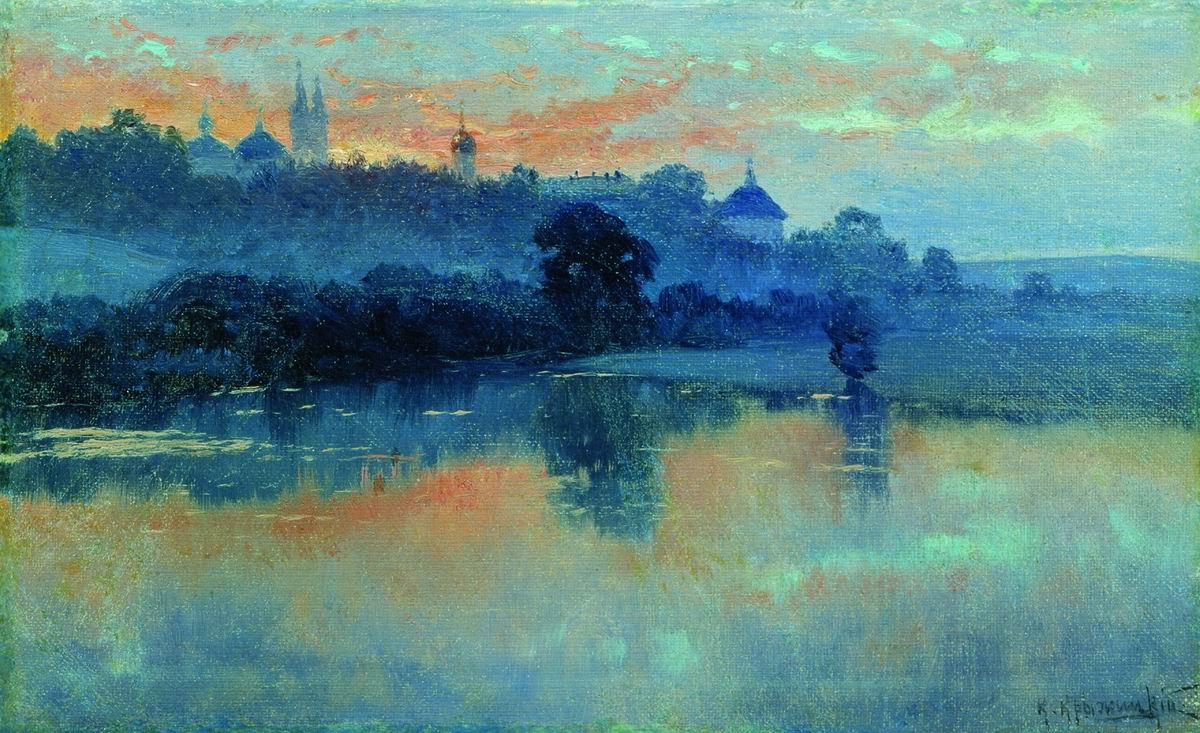
«Захід сонця».
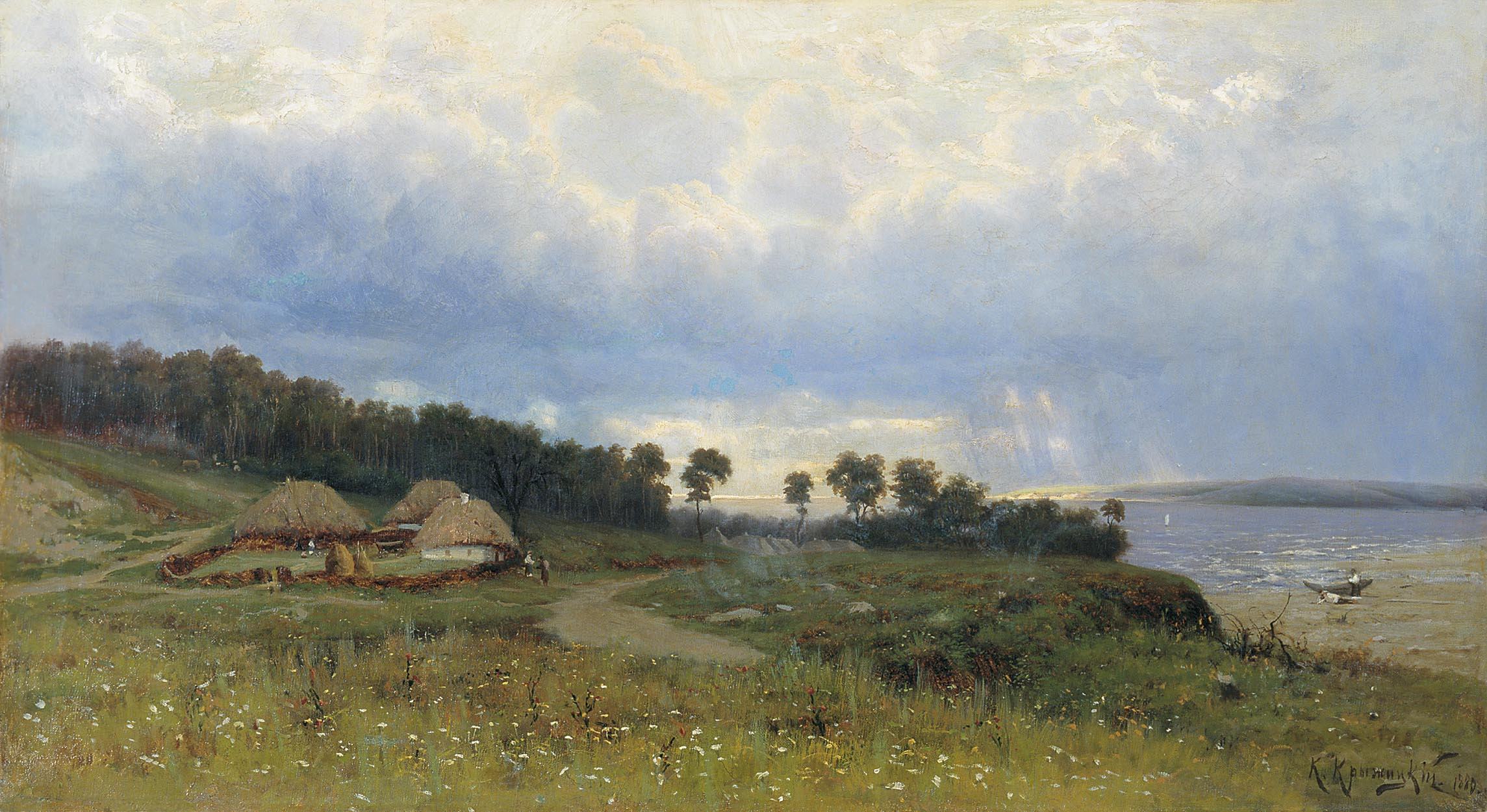
«Перед дощем» (1880)
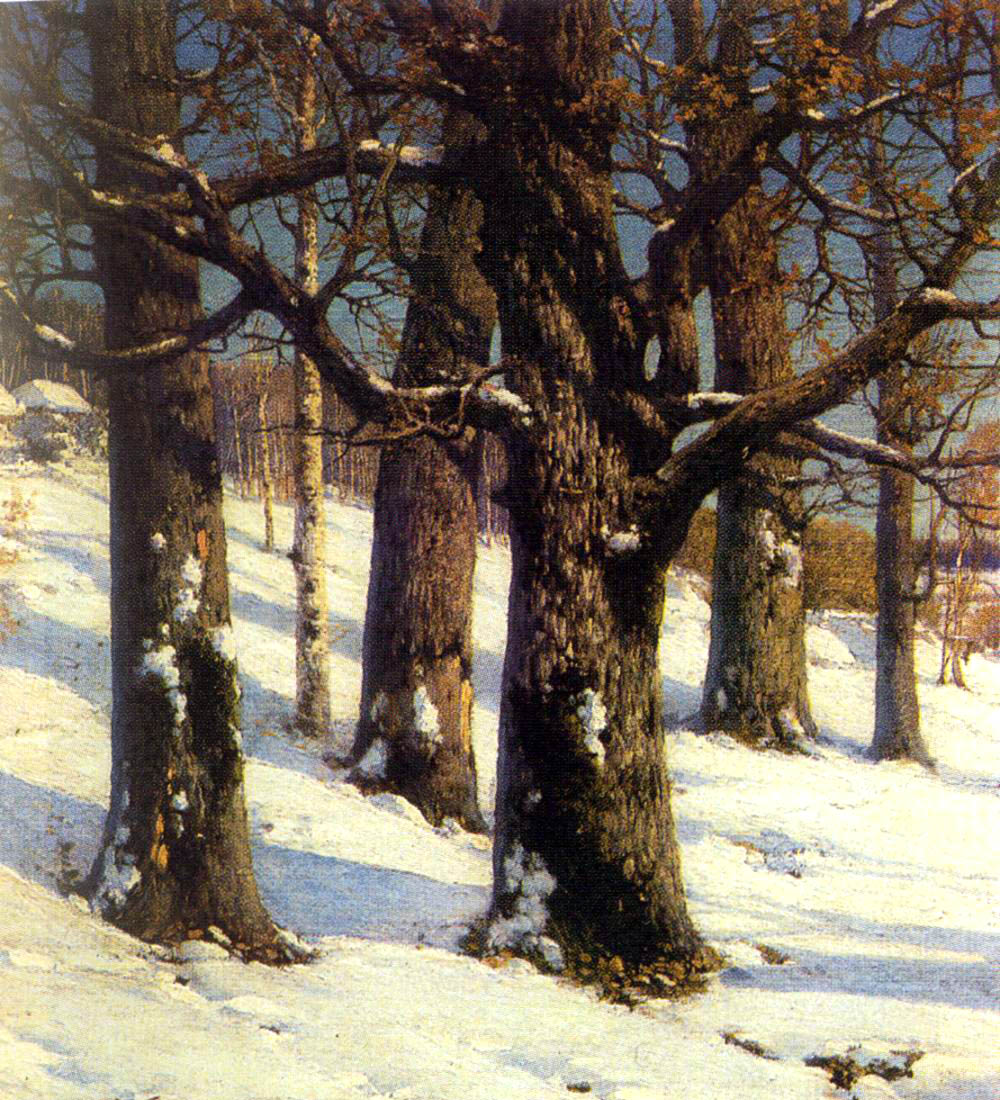
«Дуби» (1884)
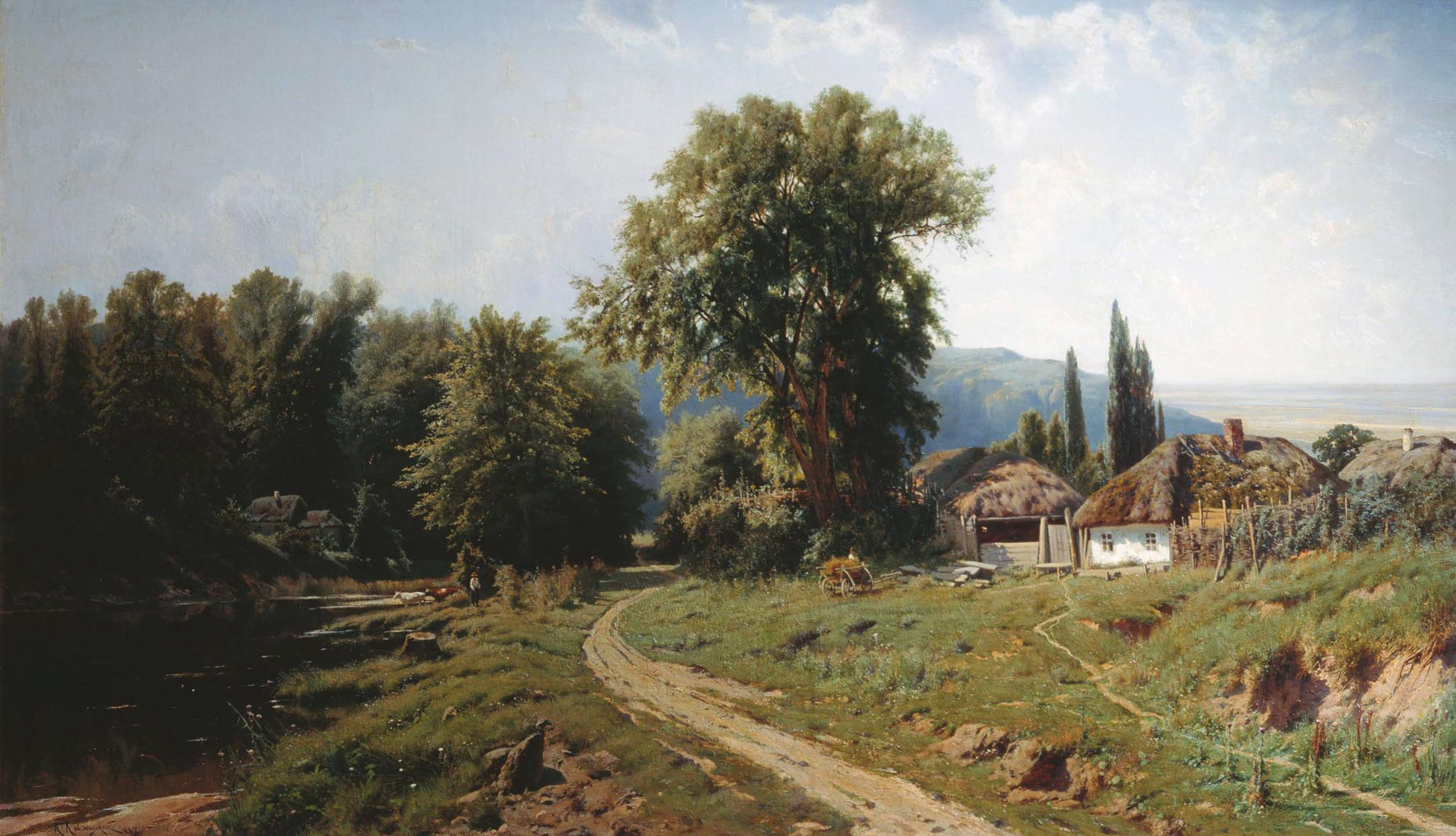
«Хутір у Малоросії» (1884)
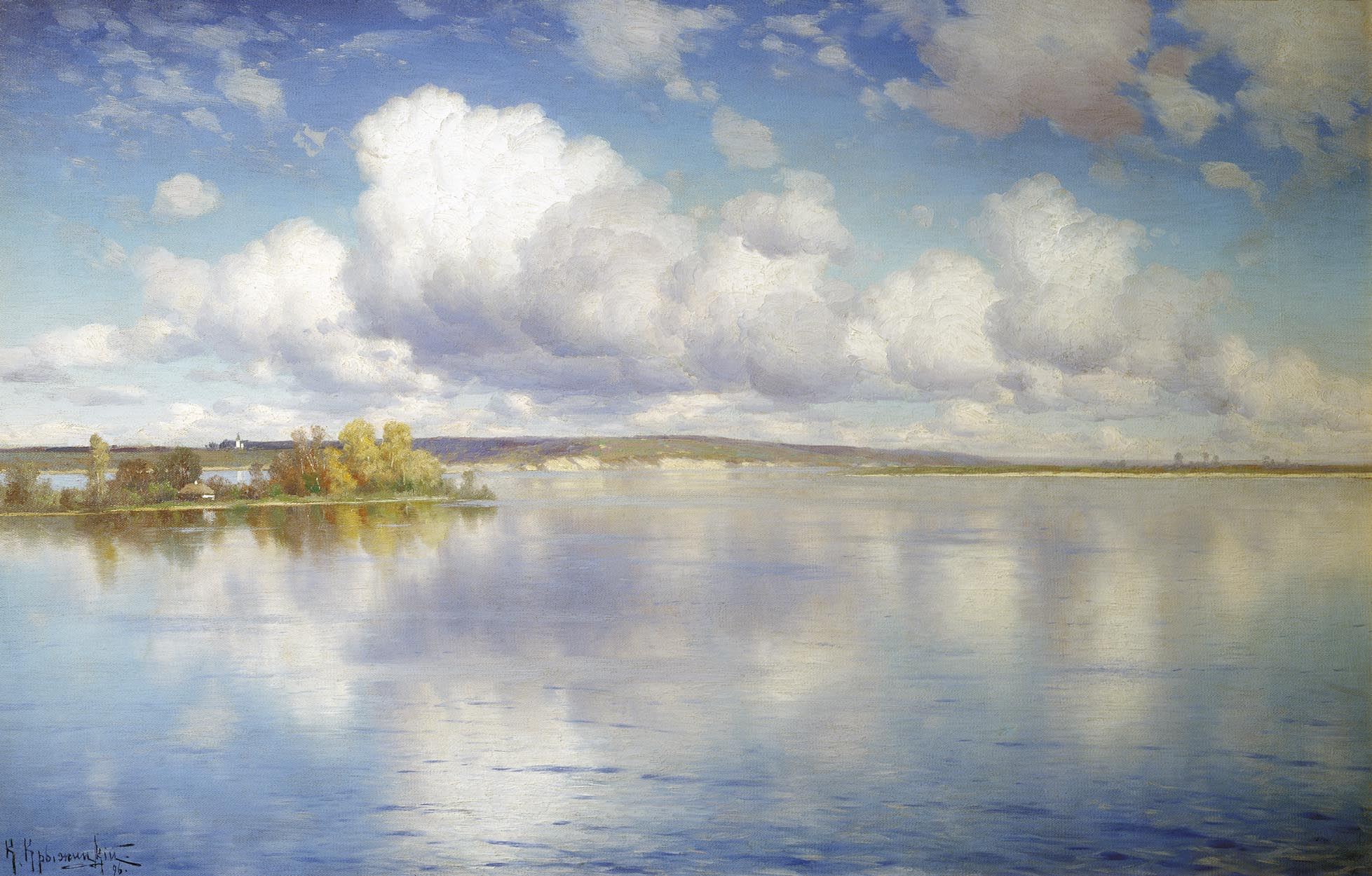
«Озеро» (1896)
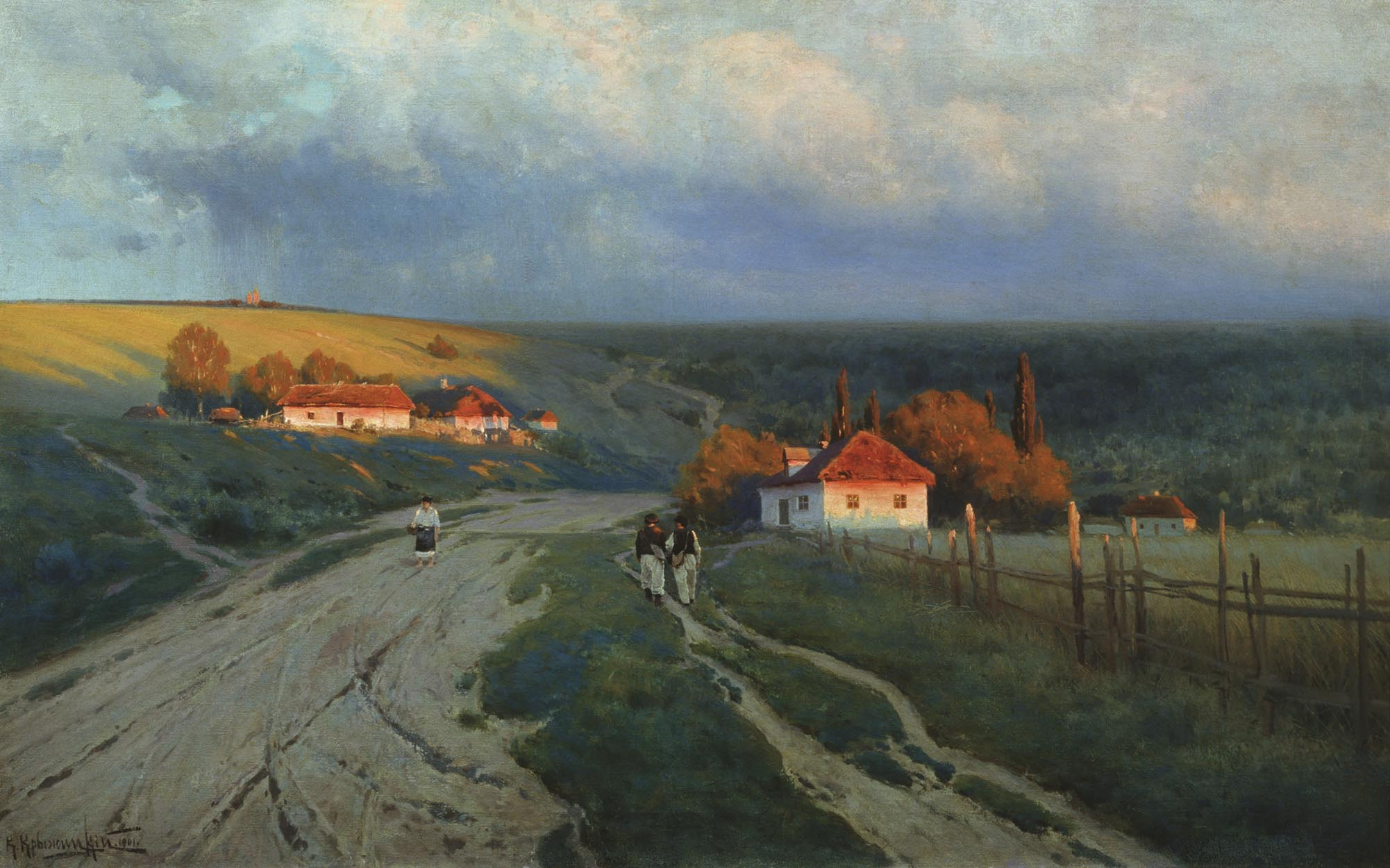
«Вечір на Україні» (1901)